# Rörtjärnen (Lima socken, Dalarna)
Rörtjärnen är en sjö i Malung-Sälens kommun i Dalarna och ingår i Dalälvens huvudavrinningsområde.